# Leptosiphon floribundum
Leptosiphon floribundum är en blågullsväxtart. Leptosiphon floribundum ingår i släktet Leptosiphon och familjen blågullsväxter.

## Underarter
Arten delas in i följande underarter:
- L. f. floribundum
- L. f. glaber
- L. f. hallii